# 歲歲年年
《歲歲年年》，是一部描寫蕭婷之慈濟師姐和鄭武松及家族內受證慈濟人等家族慈濟師兄的真實人生電視劇，由兵家綺 、蘇炳憲、林玟誼 、楊忠穎等演員領銜主演，於2020年7月3日在大愛電視20:00首播。

## 大愛會客室

### 首播
| 片名       | 頻道       | 播映日期     | 播映時間        |
| 大愛會客室 | 大愛海外台 | 2020年7月3日 | 21:00-21:11播出 |
| 大愛會客室 | 大愛電視台 | 2020年7月3日 | 00:19-00:30播出 |
| 大愛會客室 | 大愛海外台 | 2020年7月3日 | 09:49-10:00播出 |

## 播出時間
以下時間以當地時間（台灣時間）為準

### 電視首播
| 頻道                            | 所在地               | 播映日期                    | 播映時間                  |
| 大愛電視台 （數位頻道同步播出） | 台灣                 | 2020年7月3日－2020年8月13日 | 20:00-20:48播出（無廣告） |
| 大愛海外台                      | 與大愛電視台同步播出 | 2020年7月3日－2020年8月3日  | 20:00-21:00播出（含廣告） |

### 網路首播
| 頻道                 | 備註                 | 播映日期                    | 播映時間                  |
| Yahoo! TV            | 與大愛電視台同步播出 | 2020年7月3日－2020年8月13日 | 20:00-20:48播出（無廣告） |
| YouTube 大愛網路劇場 | 與大愛電視台同步播出 | 2020年7月3日－2020年8月13日 | 20:00-20:48播出（無廣告） |

## 演員列表

### 主要演員
| 演員   | 角色           | 介紹 |
| 林玟誼 | 蕭婷之         | 蕭家長女，鄭家長媳，鄭大慶的大嫂，魏碧慧、王意秀、鄭詠琪的大姑，鄭琬媮、鄭伈妤、鄭傑友的母親 乖巧懂事，幫忙家中事務，看到鄭武松對自己家人的好，決定嘗試與他交往並結婚，在食品廠擔任人事部會計，與鄭武松育有兩女一子。 |
| 廖姿晴 | 蕭婷之（少女） | 蕭家長女，鄭家長媳，鄭大慶的大嫂，魏碧慧、王意秀、鄭詠琪的大姑，鄭琬媮、鄭伈妤、鄭傑友的母親 乖巧懂事，幫忙家中事務，看到鄭武松對自己家人的好，決定嘗試與他交往並結婚，在食品廠擔任人事部會計，與鄭武松育有兩女一子。 |
| 楊忠穎 | 鄭武松         | 鄭家長子，蕭婷之的丈夫，鄭琬媮、鄭伈妤、鄭傑友的父親，陳登月、蕭藝的女婿 是蕭婷之的相親對象。個性單純老實，遵循規矩，在公家機關上班，對蕭婷之一見鍾情而展開追求並結婚。                                               |
| 兵家綺 | 蕭藝           | 蕭家母親，陳登月的妻子，魏碧慧、王意秀、鄭詠琪的婆婆，鄭武松的岳母 個性溫柔賢淑，堅忍不拔 |
| 蘇炳憲 | 陳登月         | 蕭家父親，蕭藝的丈夫，魏碧慧、王意秀、鄭詠琪的公公，鄭武松的岳父 入贅蕭家，與蕭藝組成家庭 |
| 周詠軒 | 陳燕錫         | 蕭家次子，魏碧惠的丈夫。從父姓，排行老三，鄭武松的小舅子，婷之、燕織的弟弟，蕭婷莉、蕭燕慧的哥哥，陳揚智的父親 是蕭家第一位大學、碩士生                                                                               |
| 宋昱德 | 陳燕錫（少年） | 蕭家次子，魏碧惠的丈夫。從父姓，排行老三，鄭武松的小舅子，婷之、燕織的弟弟，蕭婷莉、蕭燕慧的哥哥，陳揚智的父親 是蕭家第一位大學、碩士生                                                                               |
| 何依霈 | 魏碧惠         | 蕭家次媳，燕錫的妻子，婷之、燕織的弟媳，詠琪的妯娌，婷莉、燕慧的二嫂，陳揚智的母親 天鳴的小時候寄住嬸婆家而與燕錫相識。                                                                                               |
| 吳以涵 | 魏碧惠（少女） | 蕭家次媳，燕錫的妻子，婷之、燕織的弟媳，詠琪的妯娌，婷莉、燕慧的二嫂，陳揚智的母親 天鳴的小時候寄住嬸婆家而與燕錫相識。                                                                                               |
| 陳瑋薇 | 蕭婷莉         | 蕭家次女，排行老四，婷之、燕織、燕錫的妹妹，武松的小姨子，燕惠的姐姐 認為大姊是家中榜樣，也對大姊有依賴感，不捨得大姊太早婚，成年後也到食品廠工作，與張天鳴結婚育有一女，後與張天鳴到泰國做生意。                     |
| 林靖淋 | 蕭婷莉(少女)   | 蕭家次女，排行老四，婷之、燕織、燕錫的妹妹，武松的小姨子，燕惠的姐姐 認為大姊是家中榜樣，也對大姊有依賴感，不捨得大姊太早婚，成年後也到食品廠工作，與張天鳴結婚育有一女，後與張天鳴到泰國做生意。                     |
| 黃玉榮 | 張天鳴         | 婷莉丈夫，婷之的妹夫，碧惠的小姑丈，燕織的大舅子、燕錫的二舅子，燕慧的連襟 食品工廠廠長，有條不紊地處理廠內事務，在工廠結束營業後與婷之共同經營麵包店，後與婷莉到泰國做生意。                                         |
| 張世賢 | 蕭燕慧         | 蕭家么子，排行老五，意秀的丈夫，婷之、燕錫、燕織、婷莉的弟弟 |
| 麥海淇 | 蕭燕慧（少年   | 蕭家么子，排行老五，意秀的丈夫，婷之、燕錫、燕織、婷莉的弟弟 |
| 林育品 | 王意秀         | 蕭家媳婦，燕慧的妻子，是位老師，婷之、燕織、燕錫、婷莉的弟媳 |
| 高允漢 | 蕭燕織         | 蕭家長子，詠琪的丈夫，排行老二，武松的小舅子，婷之的弟弟，燕錫、婷莉、燕慧的哥哥 |
| 陳羽翔 | 蕭燕織（少年） | 蕭家長子，詠琪的丈夫，排行老二，武松的小舅子，婷之的弟弟，燕錫、婷莉、燕慧的哥哥 |
| 陳思樺 | 鄭詠琪         | 蕭家長媳，燕織的妻子，碧惠的妯娌，燕錫、婷莉、燕慧的大嫂。 |

### 次要演員
| 演員   | 角色   | 介紹 |
| 劉香君 | 武松母 | 武松的母親，婷之的婆婆，鄭琬媮、鄭伈妤、鄭傑友的奶奶。                                                           |
| 宮能安 | 鄭大慶 | 武松的弟弟，婷之的小叔，鄭琬媮、鄭伈妤、鄭傑友的叔叔。小時候生病發高燒導致智力遲緩，平時跟隨武松父在園裡勤奮做事 |
| 楊凱淇 | 意秀母 | 意秀的母親，燕慧的岳母                                                                                           |
| 徐欣妍 | 鄭琬媮 | 蕭婷之和鄭武松的女兒，鄭伈妤的妹妹，鄭傑友的二姊，鄭家次孫女，大慶的次侄女。                                     |
| 白伃平 | 鄭伈妤 | 蕭婷之和鄭武松的女兒，鄭琬媮、鄭傑友的大姊，鄭家長孫女，大慶的長侄女。                                           |

### 其他演員
| 演員   | 角色       | 介紹                                                                 |
| 王竣民 | 武松父     | 武松的父親，婷之的公公，鄭琬媮、鄭伈妤、鄭傑友的爺爺。               |
| 呂曼茵 | 細姨       | 蕭藝的父親的小老婆                                                   |
| 楊閔   | 何小姐     | 張天鳴的相親對象                                                     |
| 胡皓翔 | 魏聰明     |                                                                      |
| 戴崑憲 | 意秀父     | 意秀的父親，燕惠的岳父                                               |
| 李國禎 | 駕訓班教練 | 蕭婷莉和張天鳴的同事                                                 |
| 羅國維 | 駕訓班教練 | 蕭婷莉和張天鳴的同事                                                 |
| 李知安 | 張品依     | 蕭婷莉和張天鳴的女兒。                                               |
| 何潔柔 | 小張品依   | 蕭婷莉和張天鳴的女兒。                                               |
| 顏子翔 | 鄭傑友     | 蕭婷之和鄭武松的兒子，鄭家的孫子，大慶的侄子，鄭琬媮、鄭伈妤的弟弟。 |
| 朱賢哲 | 李建平     | 鄭伈妤的男友                                                         |
| 洪毓璟 | 大邱       | 鄭琬媮的工作同事兼室友                                               |
| 沈梓銘 | 陳揚智     | 陳燕錫和魏碧惠的兒子。                                               |
| 杜知晨 | 小芬母     |                                                                      |
| 許亞綺 | 崔小芬     |                                                                      |
| 李啟同 | 志銘師兄   |                                                                      |
| 王俊傑 | 益冰師兄   |                                                                      |
| 赫容   | 宜樺師姊   |                                                                      |
| 劉怡聲 | 彭師姊     |                                                                      |
| 陳玉亭 | 日本師姑   |                                                                      |
| 郭秀鳳 | 嬿丞師姊   |                                                                      |
| 丁梅卿 | 碧惠母     |                                                                      |
| 畢志剛 | 天鳴父     | 天鳴的父親，婷莉的公公                                               |

### 客串演員
| 演員 | 角色   | 介紹 |
| 蘇菲 | 陳老師 |      |

## 電視劇歌曲
| 曲別   | 歌名         | 演唱者 | 作詞   | 作曲   | 編曲   | 製作人 | 合聲   |
| 片頭曲 | 小星星眨眼睛 | 莊凌芸 | 十方   | 蕭人鳳 | 林佩薇 | 蔡尚文 | 謝凌君 |
| 片尾曲 | 姊啊         | 荒山亮 | 吳嘉祥 | 吳嘉祥 | 吳嘉祥 | 吳嘉祥 | 謝文德 |

## 大愛會客室名單
| 集數  | 日期         | 來賓                   | 主持人 |
| 第1集 | 2020年7月3日 | 吳怡然、黃克義         | 譚艾珍 |
| 第2集 | 2020年7月6日 | 黃克義、兵家綺、蘇炳憲 | 譚艾珍 |
| 第3集 | 2020年7月7日 | 林玟誼、楊忠穎、宮能安 | 譚艾珍 |
| 第4集 | 2020年7月8日 | 蕭婷之、蕭婷莉         | 譚艾珍 |

## 外部連結
- 歲歲年年 官方網站 （页面存档备份，存于）－大愛劇場
- 大愛劇場的Facebook專頁
- 《歲歲年年 （页面存档备份，存于）》-YAHOO! TV （页面存档备份，存于） 線上看

| 臺灣 大愛電視 每週一至週五 20:00 - 20:48  | 臺灣 大愛電視 每週一至週五 20:00 - 20:48  | 臺灣 大愛電視 每週一至週五 20:00 - 20:48 |
| ----------------------------------------- | ----------------------------------------- | ---------------------------------------- |
|                                           | 歲歲年年 （2020年7月3日－2020年8月13日）  |                                          |
| 我在你心裡 （2020年6月5日－2020年7月2日） | 伊如陽光 （2020年8月14日－2020年8月27日） |                                          |